# Anolis bellipeniculus
Anolis bellipeniculus — вид ігуаноподібних ящірок родини анолісових (Dactyloidae). Ендемік Венесуели.

## Поширення і екологія
Anolis bellipeniculus відомі з типової місцевості, розташованої на тепуї Серро-Яві в штаті Амасонас, на висоті 2150 м над рівнем моря. Вони живуть у високогірних чагарникових заростях, у перехідній зоні між хмарними лісами та скельними ділянками. Зустрічаються в заростях бромелій, на висоті 1-1,25 м над землею.